# Armstrong Siddeley Jaguar
Armstrong Siddeley Jaguar — британский поршневой 14-цилиндровый двухрядный авиадвигатель воздушного охлаждения, разработанный в 1922 году.
Выпускавшийся с 1925 года Jaguar IV(S) стал первым серийным авиадвигателем с приводным нагнетателем.

## История
Основой конструкции послужил проект Royal Aircraft Factory RAF.8 1917 года, доработанный для подключения приводного нагнетателя. Результаты первых испытаний, проведенных 21 июня 1922 года, показали мощность ниже ожидаемой, поэтому диаметр цилиндров был увеличен до 139,7 мм, с тем же диаметром выпускались все его последующие модификации, а также цилиндры более позднего однорядного двигателя Armstrong Siddeley, Lynx.
Наиболее мощной модификацией серии был Jaguar VIC (490 л.с. при 1950 об/мин на взлётном режиме, вес 413 кг).
Недостатком двигателя стала вибрация, вызванная отсутствием в его конструкции среднего подшипника коленвала.

## Модификации
Jaguar I
1922, 300 л.с.
Jaguar II
1923, 385 л.с., увеличенный диаметр цилиндра, рабочий объём 24,8 л.
Jaguar III
1923, 385 л.с..
Jaguar IIIA
1923, 380 л.с..
Jaguar IV
1925, 385 л.с., двойные карбюраторы
Jaguar IVA
420 л.с., редуктор винта.
Jaguar IVC
1928, 400 л.с., изменена конструкция шатуна, клапаны закрытого исполнения.
Jaguar IV(S)
1925, 365 л.с., нагнетатель.
Jaguar V
1928.
Jaguar VI
1927.
Jaguar VI(S)
1928, Jaguar VI с нагнетателем.
Jaguar VIC
1927, 470 л.с., Jaguar VI с редуктором винта.
Jaguar VID
1928.
Jaguar VIIA
1929, 400 л.с., нагнетатель.
Jaguar VIII
1928, 405 л.с., нагнетатель, редуктор винта

## Применение
- Airco DH.4
- Airco DH.9
- Armstrong Whitworth Ajax
- Armstrong Whitworth Aries
- Armstrong Whitworth Argosy
- Armstrong Whitworth Atlas
- Armstrong Whitworth Siskin
- Armstrong Whitworth Starling
- Armstrong Whitworth Wolf
- Avro 642
- Blackburn Airedale
- Blackburn C.A.15C
- Blackburn Turcock
- Boulton Paul P.71
- De Havilland Dormouse
- De Havilland DH.50
- De Havilland Giant Moth
- De Havilland Hyena
- Fairey Ferret
- Fairey Flycatcher
- Fokker C.V
- Fokker D.XVI
- Gloster Gnatsnapper
- Gloster Grebe
- Handley Page Hampstead
- Hawker Danecock
- Hawker Hawfinch
- Hawker Hoopoe
- Hawker Woodcock
- Heinkel HE 8
- Larkin Lascowl
- Martinsyde ADC 1
- Nieuport Nighthawk
- Parnall Plover
- RAAF Experimental Section Warrigal II
- Supermarine Air Yacht
- Supermarine Nanok
- Supermarine Southampton
- Vickers Vellore
- Vickers Vespa
- Vickers Viastra
- Vickers Vimy Trainer
- Westland Wapiti
- Westland Weasel

## Сохранившиеся двигатели

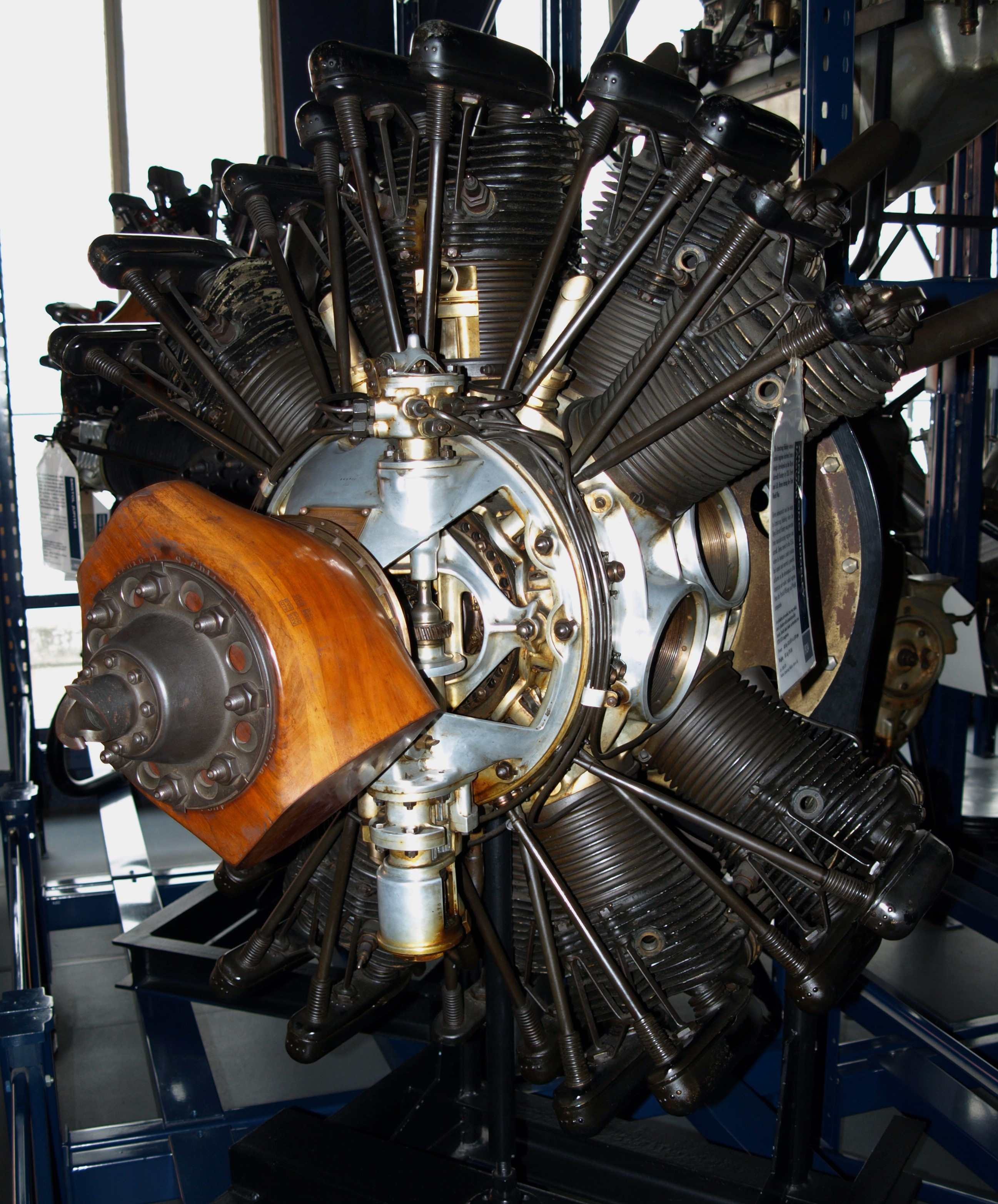
AS Jaguar в Музее науки (Лондон)

Один из сохранившихся двигателей Armstrong Siddeley Jaguar находится в экспозиции лондонского Музея науки.